# 交通博物館
交通博物館是指以交通為主題的博物館，可以指：
- 日本
  - 交通博物館 (東京)，位於東京都

- 德國
  - 德累斯頓交通博物館，位於德累斯頓

- 中國大陸
  - 寧夏交通博物館，位於寧夏銀川

- 瑞士
  - 瑞士交通博物館，位於琉森

- 英國
  - 倫敦交通博物館，位於倫敦